# Vincas Bartuška
Vincas Vytautas Bartuška (ur. 14 kwietnia 1901 w Turlojiškė, zm. 11 września 1988 w Wickliffe) – litewski piłkarz i bokser, olimpijczyk.

## Życiorys
Od 1923 do 1929 roku był zawodnikiem klubu LFLS Kowno. W 1923 i 1927 roku zdobył mistrzostwo Litwy w piłce nożnej.
W 1923 roku zagrał w pierwszym międzypaństwowym spotkaniu reprezentacji Litwy – był to przegrany mecz przeciwko Estonii (0–5). Otrzymał powołanie do reprezentacji narodowej na Letnie Igrzyska Olimpijskie 1924 (debiut Litwy na igrzyskach olimpijskich). Litwini rozegrali jeden mecz; w pojedynku 1/16 finału reprezentanci tego kraju przegrali z drużyną Szwajcarii 0–9 i odpadli z turnieju. Wystąpił także w rozegranym dwa dni później spotkaniu towarzyskim przeciwko zespołowi egipskiemu (0–10). W latach 1923–1926 zagrał w siedmiu spotkaniach międzynarodowych (do 1928 roku był graczem o największej liczbie występów w litewskiej kadrze) – nie zdobył gola, lecz trzykrotnie pełnił rolę kapitana zespołu. Ostatni mecz w kadrze zagrał w sierpniu 1926 roku – Litwini przegrali 2–3 z Łotwą.
Uprawiał również boks. W 1926 roku zdobył brązowy medal mistrzostw kraju w kategorii do 61,2 kg, a w 1927 roku został wicemistrzem w kategorii do 79,4 kg.
W 1924 roku ukończył szkołę wojskową w Kownie (był później pilotem wojskowym), a w 1936 roku studia ekonomiczne na Uniwersytecie im. Witolda Wielkiego w Kownie. Podczas II wojny światowej wyemigrował. Osiedlił się w Stanach Zjednoczonych – zmarł w 1988 roku w Wickliffe w stanie Ohio.

## Mecze w reprezentacji
| Mecze i gole w reprezentacji | Mecze i gole w reprezentacji | Mecze i gole w reprezentacji | Mecze i gole w reprezentacji | Mecze i gole w reprezentacji | Mecze i gole w reprezentacji | Mecze i gole w reprezentacji | Mecze i gole w reprezentacji     |
| Litwa                        | Litwa                        | Litwa                        | Litwa                        | Litwa                        | Litwa                        | Litwa                        | Litwa                            |
| Lp.                          | Data                         | Miejsce                      | Reprezentacja                | Przeciwnik                   | Wynik                        | Gol                          | Rozgrywki                        |
| ---------------------------- | ---------------------------- | ---------------------------- | ---------------------------- | ---------------------------- | ---------------------------- | ---------------------------- | -------------------------------- |
| 1.                           | 24.06.1923                   | Kowno                        | Litwa                        | Estonia                      | 0:5                          |                              | Mecz towarzyski                  |
| 2.                           | 25.05.1924                   | Paryż                        | Litwa                        | Szwajcaria                   | 0:9                          |                              | Letnie Igrzyska Olimpijskie 1924 |
| 3.                           | 27.05.1924                   | Paryż                        | Litwa                        | Królestwo Egiptu             | 0:10                         |                              | Mecz towarzyski                  |
| 4.                           | 16.08.1924                   | Kowno                        | Litwa                        | Łotwa                        | 2:4                          |                              | Mecz towarzyski                  |
| 5.                           | 24.08.1924                   | Tallinn                      | Litwa                        | Estonia                      | 2:1                          |                              | Mecz towarzyski                  |
| 6.                           | 28.06.1925                   | Kowno                        | Litwa                        | Estonia                      | 0:1                          |                              | Mecz towarzyski                  |
| 7.                           | 21.08.1926                   | Kowno                        | Litwa                        | Łotwa                        | 2:3                          |                              | Mecz towarzyski                  |